# FTL: Faster Than Light
『FTL：Faster Than Light』は、インディーゲームスタジオのSubset Gamesが開発した、宇宙を舞台とするリアルタイムストラテジーローグライクゲームで、2012年9月にMicrosoft Windows、macOS、Linux向けにリリースされた。ゲームでは、プレイヤーは1隻の宇宙船とその乗組員を操作し、大規模な反乱軍の艦隊に追われながら連合軍の艦隊に重要な情報を届けるという任務を負う。プレイヤーは、反乱軍やその他敵対勢力への対応、新しい乗組員の募集、船の装備の追加や強化を行いながら、プレイごとにローグライク方式で自動生成されるマップとイベントを含んだ8階層のセクターを宇宙船で進んでいく。戦闘はリアルタイムで進行し、船が破壊されたり、乗組員全員が失われたりすると負けとなり、新しくやりなおす必要がある。
このゲームは2012年9月のリリース後に好評を博したあと、2014年4月にFTL：Advanced Editionとして船、イベント、その他のゲームプレイ要素を追加した無料アップデートがリリースされ、かつiPadデバイスでも購入できるようになった。

## 概要
プレイヤーは超光速（FTL）で移動できる宇宙船を操作する。この宇宙船は銀河連邦に属しているが、銀河連邦は反乱軍との戦争で敗北の危機に瀕している状態となっている。プレイヤーの宇宙船は、反乱軍を混乱させて連邦を勝利させる可能性のある情報を反乱軍艦隊から傍受する。反乱軍の艦隊やその他敵対的な勢力による攻撃を避けながら、いくつかの宇宙セクターを通り抜けて連邦本部に到達することが当面の目標となる 。そして最後のセクターでは反乱軍の旗艦との戦いが発生し、旗艦との戦いでは、連邦の勝利と敗北をかけた複数段階の戦いが行われる。

## ゲーム内容
ゲーム開始時、プレーヤーは特定のシステム（操縦、エンジン、武器、生命維持装置など）をいくつかと乗組員何人かが事前に設定された各種宇宙船の中から一つを選択する。このゲームでは、ローグライクゲームのように8つの宇宙セクター（階層）をランダムに生成され、セクター毎に20数個のビーコン（経由する地点、通り道）が設定される。プレイヤーはビーコン間で船を「ジャンプ」し、次のセクターにつながる「出口」であるビーコンに進む必要がある。各ビーコンでは友好的、敵対的など様々なイベントが発生する可能性があり、その結果によって報酬（燃料やスクラップなど）を得られたり、スクラップ（ゲーム内通貨）を消費してシステムや乗組員を購入できる場合もある。どんなイベントが発生するかは、通常は事前に知ることができない。基本的にはできるだけたくさんのビーコンを経由することにより、スクラップや追加の乗組員を得たり、装備、船の強化を行うことになるが、戦闘などによって船と乗組員へのダメージも蓄積していく。ビーコン間をジャンプするごとに燃料が消費され、反乱軍の勢力範囲が拡大する。反乱軍の勢力に入ったビーコンにジャンプした場合は、通常のイベントは発生せず、強力な敵との戦闘となる上に、勝っても最低限の報酬しかもらえない。一般的に、後のセクターのイベントほどより良い報酬が得られるが、戦闘は段違いに危険になっていく。
ゲーム内で使用できる乗組員の種族は、人間、エンギ、ゾルタン、マンティス、ロック、スラッグ、ラニウス、クリスタルの8種類で、それぞれの種は異なる長所と短所を持っている。たとえばロックは火に耐性があり、体力（いわゆるヒットポイント）は高いが、移動が遅い。
ビーコンの中には、スクラップ（ゲーム内通貨）を消費して、船のシステム、燃料、弾薬、武器、ドローン、追加の乗組員の購入や、船体修理を提供する店舗がある場合がある。またビーコンの環境が船や船の機能に悪影響を及ぼす場合がある。例えば小惑星帯は継続的に船に危害を加え、星雲はセンサー機能を無効にし、赤色巨星のフレアは火災を引き起こす。敵対的な船はしばしばプレイヤーを攻撃し、破壊するか、降伏を申し出るまで戦うか、「ジャンプ」して回避する必要がある。戦闘中、ゲームはリアルタイムの宇宙戦闘シミュレーターになり、たとえプレイヤーが何もしなくても状況は変化していくが、ゆっくり考えるために一時停止することは可能。
戦闘では、プレイヤーは電力を分配することで船のシステムを管理し、武器を操作して敵船に攻撃することができる。敵味方いずれの船も、攻撃によってあるシステムが一定上損傷を受けた場合、乗組員によって修理されるまでそのシステムの機能が使えなくなる。また攻撃によって船体に亀裂が入る場合があり、この場合は乗組員によって修理が行われるまでは宇宙に空気が漏れるため、船員が窒息する可能性が出てくる。また別の場合には火災が発生し、乗組員によって消火されるか、酸素が不足して自然消火するまで燃え広がり、それによってシステムや船体に損傷を与える可能性がある。攻撃を受けることで船体そのものにもダメージが入り、お互いの船ともに、船体の耐久力（Hull）がゼロになるか、乗組員が全滅すると敗北となる。戦闘に勝利すると、弾薬、燃料、スクラップを得られる可能性がある。また「FTL Drive」チャージが完了した場合は、別ビーコンにジャンプすることで戦闘を回避することもできる。敵船も同様に戦闘から逃げることがある。
ゲーム開始時は1種類の船しか利用できないが、様々な条件をクリアしていくことで、さらに9種類の船（非人間種7種、および銀河連邦船2種）が開放される。またそれら全ての船には2つの追加レイアウトがあり（クリスタル船とラニウス船は追加1つ）、異なる配色、装備、乗組員となっており、またそれぞれの目標を達成することで開放されていく。一部の船はあるプレイスタイルを強調したデザインになっており、例えばある船は敵船に乗り込んで乗組員を全滅させるのに特化したデザインになっている。またゲーム内には、ゲームプレイに影響を与えないやり込み要素的な目標もある。

### FTL：Advanced Edition
2014年4月3日にPC向けの無料アップデートとしてリリースされた。同時期に新発表されたiOS版では最初から含まれてリリースされている。
新しい乗組員の種族としてラニウス（無酸素で生存でき、自身がいる部屋の酸素レベルも下げてしまう特徴を持つ金属生物）が導入された。ゲームに追加された要素としては以下がある。クローンベイ（医療ベイの置き換えで、治療はできない代わりに、乗組員死亡時に何度でもクローンを生み出せる）、ハッキングドローン（敵船の特定システムに取り付いて機能を阻害する）、マインドコントロールシステム（敵の乗組員1体を混乱させる）、パルサー環境（定期的に船のシステムを機能停止させる）、バッテリーシステム（一時的に追加的な電力を供給する）。その他の新機能としては、追加の船種、新しい武器、新しいイベント、新しいセクター種別が含まれている。ハード難易度モードが追加された。なおこれらの拡張機能は必要に応じて一括無効に設定することもできる。